# Checoslováquia
A Checoslováquia (português europeu) ou Tchecoslováquia (português brasileiro) (em checo e em eslovaco: Československo, Česko-Slovensko) foi um país que existiu na Europa Central entre 1918 e 1992 (com a exceção do período da Segunda Guerra Mundial, ver Acordo de Munique).
Seu primeiro presidente foi Tomás Masaryk.  Em 1989, a Revolução de Veludo permitiu a redemocratização do país; em 1993, os dois entes federados da Checoslováquia — a Chéquia e a Eslováquia — decidiram dissolver a federação e declararam suas respectivas independências. Este último capítulo da história do país ficou conhecido como Separação ou Divórcio de Veludo, devido ao seu caráter pacífico.
A bandeira da Chéquia é a mesma que a antiga bandeira da Checoslováquia. No rescaldo da desintegração da Checoslováquia, a Eslováquia adoptou uma nova bandeira, enquanto a Chéquia manteve esta bandeira devido aos seus laços históricos.

## História

A Checoslováquia em 1928

Criada dos ombros do Império Austro-Húngaro pelo tratado de Saint-Germain-en-Laye, a Checoslováquia reuniu num mesmo Estado duas nações de língua similar, os checos e os eslovacos (além de algumas outras minorias étnicas), com capital em Praga. Seu território correspondia às atuais Chéquia e Eslováquia, bem como, até 1945, a Rutênia.
A convivência entre os dois povos nem sempre era tranquila; os eslovacos se ressentiam da preeminência checa. Uma primeira partição ocorreu durante a Segunda Guerra Mundial, quando nacionalistas eslovacos aproveitaram a desagregação do país após os Acordos de Munique de 1938 para proclamar um Estado independente, chefiado pelo padre Jozef Tiso, simpático à Alemanha nazista.

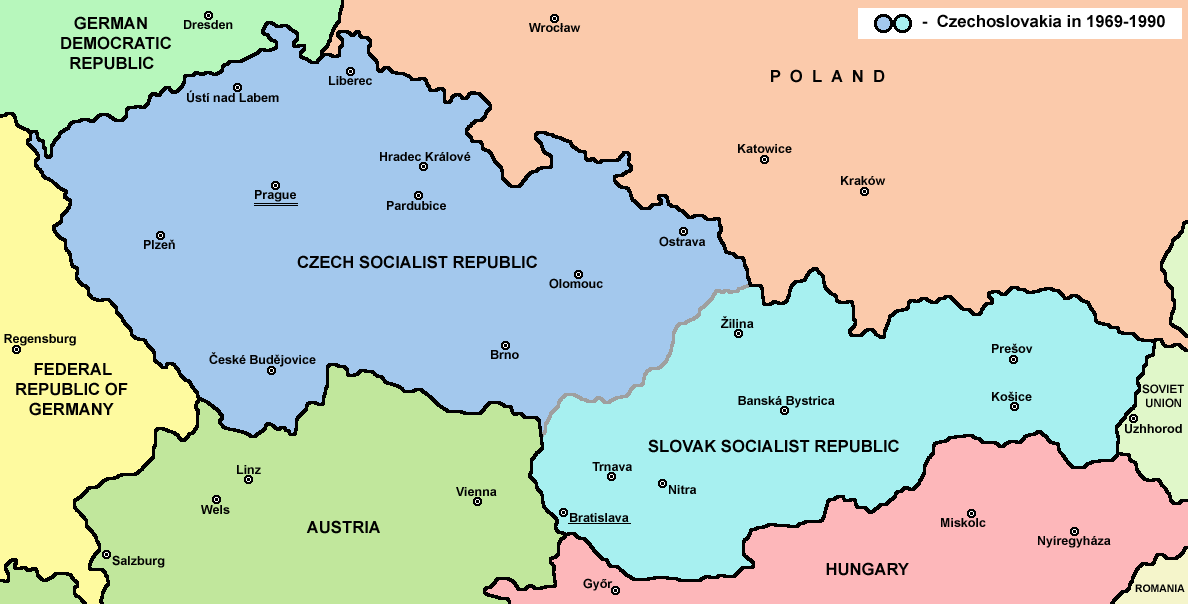
A Checoslováquia em 1969

Após a guerra, o país foi reunificado. Todos os alemães étnicos foram mortos ou expulsos e a Rutênia foi cedida à União Soviética. Em seguida ao Golpe de Praga, de 1948, os comunistas tomaram o poder e a Checoslováquia foi o último Estado europeu a passar para o lado soviético da "Cortina de Ferro". Nos anos 1950, a Checoslováquia registou um elevado crescimento económico (7% por ano, em média), o que permitiu um aumento substancial dos salários e do nível de vida, promovendo assim a estabilidade do regime. Uma tímida liberalização em 1968, a chamada Primavera de Praga, terminou com uma intervenção das forças do Pacto de Varsóvia que manteria o país fechado pelos vinte anos seguintes.
Aproveitando-se da política de tolerância da URSS durante o governo de Gorbatchev, o país abandonou o comunismo e recobrou sua liberdade em 1989, com a Revolução de Veludo, sob a liderança do dramaturgo e dissidente Václav Havel. Este, porém, não lograria impedir que susceptibilidades nacionais, encorajadas por dirigentes políticos populistas, causassem a separação amigável da Chéquia e da Eslováquia em 1993, extinguindo-se a Checoslováquia, na chamada Separação ou Divórcio de Veludo.
Em 2004, ambas as repúblicas entraram para a União Europeia (UE).

## Evolução política
A Checoslováquia adotou as seguintes constituições ao longo de sua história (1918-1992);
- Constituição temporária de 14 de novembro de 1918: criava um Estado democrático, com o nome oficial de República Checoslovaca;
- Constituição de 1920: democrática, permaneceu em vigor, com emendas, até 1948;
- Constituição de 1948: instituiu um Estado comunista, mantendo a denominação República Checoslovaca;
- Constituição de 1960: manteve o Estado comunista (até 1989); foi emendada em 1968 (para tornar a Checoslováquia um Estado federal), 1989 (para abolir o papel institucional do Partido Comunista) e diversas vezes entre 1990 e 1992 (alteração do nome, incorporação de uma declaração de direitos humanos). Entre 1960 e 1990, o Estado chamou-se República Socialista Checoslovaca; entre 1990 e 1992, República Federativa Checa e Eslovaca.

## População e composição étnica
Em 1991, a população checoslovaca totalizava 15,6 milhões de habitantes, dos quais 54,1% de checos, 31% de eslovacos, 8,7% de morávios, 3,8% de húngaros, 0,7% de ciganos, 0,3% de silesianos e o restante distribuído entre rutenos, ucranianos, alemães, polacos e judeus.
A composição étnica em 1991 diferia da encontrada no início da república, quando ainda havia um grande contingente de alemães nos Sudetos (expulsos após a Segunda Guerra Mundial) e o país ainda possuía a Rutênia Subcarpática (cedida à URSS em 1945).